# Сад Ерам
Сад Ерам (перс. باغ ارمباغ ارم — «Баг-е Ерам») — декоративний перський сад в Ширазі (Іран). Сучасного вигляду набув у XIX столітті, але інфраструктура, мабуть, закладена у XVIII столітті, коли цей об'єкт описувався європейськими мандрівниками як «Сад шаха». Сад Ерам є частиною об'єкта Всесвітньої спадщини ЮНЕСКО, відомого під загальною назвою «Перські сади».

## Географічне положення
Сад Ерам розташований у місті Ширазі, на північному березі річки Кушк. Його назва походить від легендарного саду в Аравії, відомий як «Рай (Ірам), прикрашений колонами». Сучасний вигляд сад Ерам і будівлі в ньому знайшли в XIX столітті, коли ним володів кашкайський ільхан. Однак імовірно чотиричастинна структура саду, характерна для перських садів, з центральним басейном і чотирма каналами існувала й у більш ранній період, оскільки європейці, які відвідували Шираз в XVIII столітті, в тому числі Корнеліс де Брюйн, залишили описи розташованого там «Саду шаха».
Сад Ерам має прямокутну форму, витягнуту із заходу на схід. Загальна площа саду становить 110 380 м². Уздовж довгої північної межі саду в даний час проходить бульвар Ерам, а уздовж короткої — західної бульвар Данешджу; дві інші сторони межують з іншими садами і житловими будинками. Землі саду розташовані під ухилом із заходу на схід.

## Архітектура

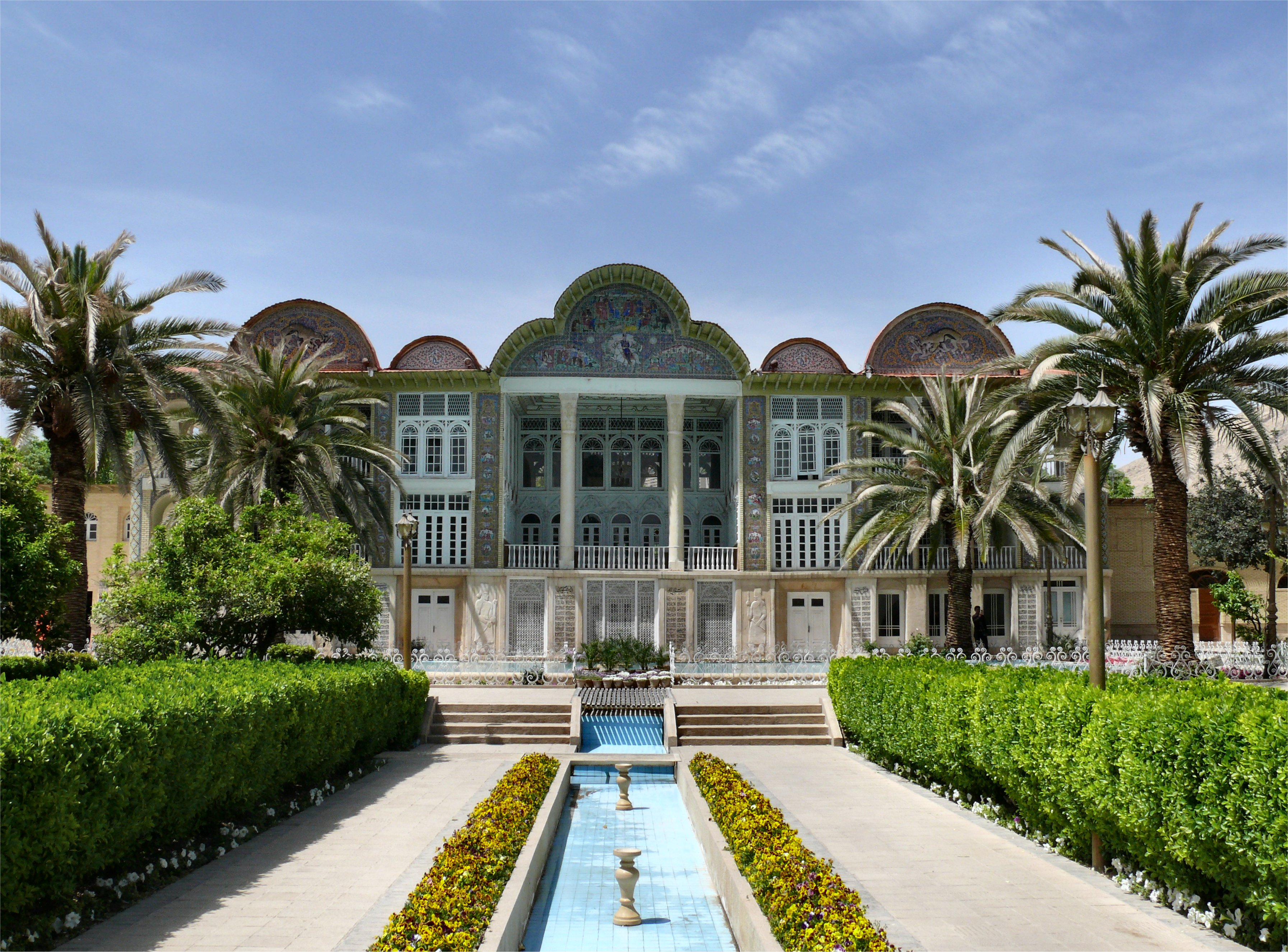
Павільйон в саду Ерам

Основна будівля саду Ерам — триповерховий павільйон, побудований в середині правління династії Каджарів. Павільйон розташований у верхній західній частині саду і звернений фасадом на схід. Павільйон, який містить 30 кімнат, побудований місцевим архітектором Хаджі Мохаммадом Хасаном. Оздоблення кімнат включає декоративні плитки з рядками з творів Хафіза Ширазі. В павільйоні після його реконструкції в 1960-ті роки розташовувався Інститут Азії Університету Пехлеві.
За головним павільйоном в західній частині саду розташовується андаруні (або сераль) — внутрішній будинок на п'ять кімнат із закритим двориком. До південної частини андаруні прибудовано ще одна будівля, в минулому служила хаммамом — парною лазнею. За династії Пехлеві цю споруду було перероблено під приміщення для варти, а пізніше, коли сад Ерам був переданий Ширазькому університету (колишній Університет Пехлеві) і в андаруні розмістився юридичний факультет, колишня лазня стала бібліотекою.
Архітектурний ансамбль саду Ерам включає також парадні ворота, розташовані з його північної та східної сторони. Дві арки на північній стороні саду являють собою вишукані цегляні конструкції зі складною структурою кладки, прикрашені мозаїками з цегли і глазурованих плиток. В епоху Каджарів ці ворота складали частину стіни, що оточує сад; пізніше, однак, стіна була зламана і замінена на решітку, через яку перехожі на бульварі Ерам можуть милуватися садом.

## Рослинність і водна система
Вибір рослин для саду був, ймовірно, обумовлений його знаходженням в жаркій і сухій місцевості; тому дерева вибиралися з таким розрахунком, щоб створити щільну тінь, що захищає від спеки. Також були підібрані квіти, крім естетичної, мають і лікарську цінність. В саду можна знайти як фруктові дерева (гранат, мушмулу, померанця, хурму, горіх, абрикос, мигдаль, яблуню, айву і груші), так і дерева, що не приносять їстівних плодів (сосни, кедри, клени, юдине дерево, верби, евкаліпти, горобину і білу тополю). До числа останніх належить і найвищий в Ширазі кедр (висота стовбура близько 35 м). У західній і північно-західній частині саду розбиті розарії, де представлено близько 300 сортів троянд. В оранжереях саду вирощуються бегонії, бугенвілії, цинерарії, комеліни, Asparagus aethiopicus і Asparagus setaceus; у відкритому саду також широко представлені декоративні чагарники з красивими квітами і листям, цибулинні квіти і в'юнкі рослини.
У минулому сад Ерам отримував воду з великого каналу Нар-е-Аазам, забираючи 20 % його загального водообігу. Однак у подальшому було налагоджено зрошення саду за рахунок води з декількох колодязів, викопаних на його території. До клумб і квітів вода підводиться по трубах за допомогою насосів. Уздовж головних алей саду, що перетинаються під прямим кутом, прокладені канали з проточною водою, вони символізують чотири райських річки. Перед центральним павільйоном розташований басейн чотирикутної форми, його площа становить 335 м². Крім цього, в роки правління династії Пехлеві, коли територія саду була розширена, в його північно-західній частині були вириті ще три водойми.